# Ryszard Zapała
Ryszard Zapała, né le 21 mars 1940 à Chęciny, non loin de Kielce (voïvodie de Sainte-Croix), mort dans la même ville le 1er mai 2012 , est un ancien coureur cycliste polonais.

## Biographie
Ryszard Zapała appartient successivement aux clubs Lechia Kielce (1955-1957), Piast Chęciny (1958-1960 et 1963-1967), Flota Gdynia (1961-1962), SHL Kielce (1968-1969). Il est membre de l'équipe de Pologne aux championnats du monde en 1963, en prenant la 49e place dans l'épreuve individuelle avec un départ de masse. En 1963, il est lauréat du Mémorial W. Skopenki et participe au Tour de Pologne, où il remporte une étape et porte le maillot de leader pendant une journée. 
En 1964, il termine 5e au classement individuel de la Course de la Paix. 
En 1963 et en 1964, il est proclamé meilleur sportif de l'année par le journal "Słowa Ludu". 

## Palmarès
- 1963
  - Mémorial W. Skopenki
  - 4ea étape du Tour de Pologne (contre-la-montre)
  - 12e étape de la Milk Race
- 1965
  - 3e du Tour d'Autriche
- 1967
  - Tour de Serbie